# Индийска шама
Индийската шама (Saxicoloides fulicatus) е вид птица от семейство Muscicapidae, единствен представител на род Saxicoloides.

## Разпространение
Видът е разпространен в Бангладеш, Бутан, Индия, Непал, Пакистан и Шри Ланка.